# Cophoscincopus
Cophoscincopus — рід сцинкоподібних ящірок родини сцинкових (Scincidae). Представники цього роду мешкають в Західній Африці.

## Види
Рід Cophoscincopus нараховує 4 види:
- Cophoscincopus durus (Cope, 1862)
- Cophoscincopus greeri Böhme, Schmitz & Ziegler, 2000
- Cophoscincopus senegalensis J.-F. Trape, Mediannikov & S. Trape, 2012
- Cophoscincopus simulans (Vaillant, 1884)